# Rue Na náspu
 (mai 2024).
Na náspu (littéralement, Sur le remblai) est une voie de Prague.

## Situation et accès
Cette petite rue pittoresque du quartier de Hradčany à Prague, relie les rues Keplerova et Černínská. 

## Historique
La ruelle pavée, faisant moins de 100 mètres, a été créée au tournant des XVIIe et XVIIIe siècles en utilisant un remblai artificiel pour séparer le mur du jardin du palais Černín et le mur du cimetière dans la partie nord de la rue.

## Bâtiments remarquables et lieux de mémoire
Au numéro 2, une seule maison a une entrée et le célèbre réalisateur tchèque Karel Kachyňa y a vécu. Le nom « Sur le remblai » est officiellement utilisé depuis 1870.

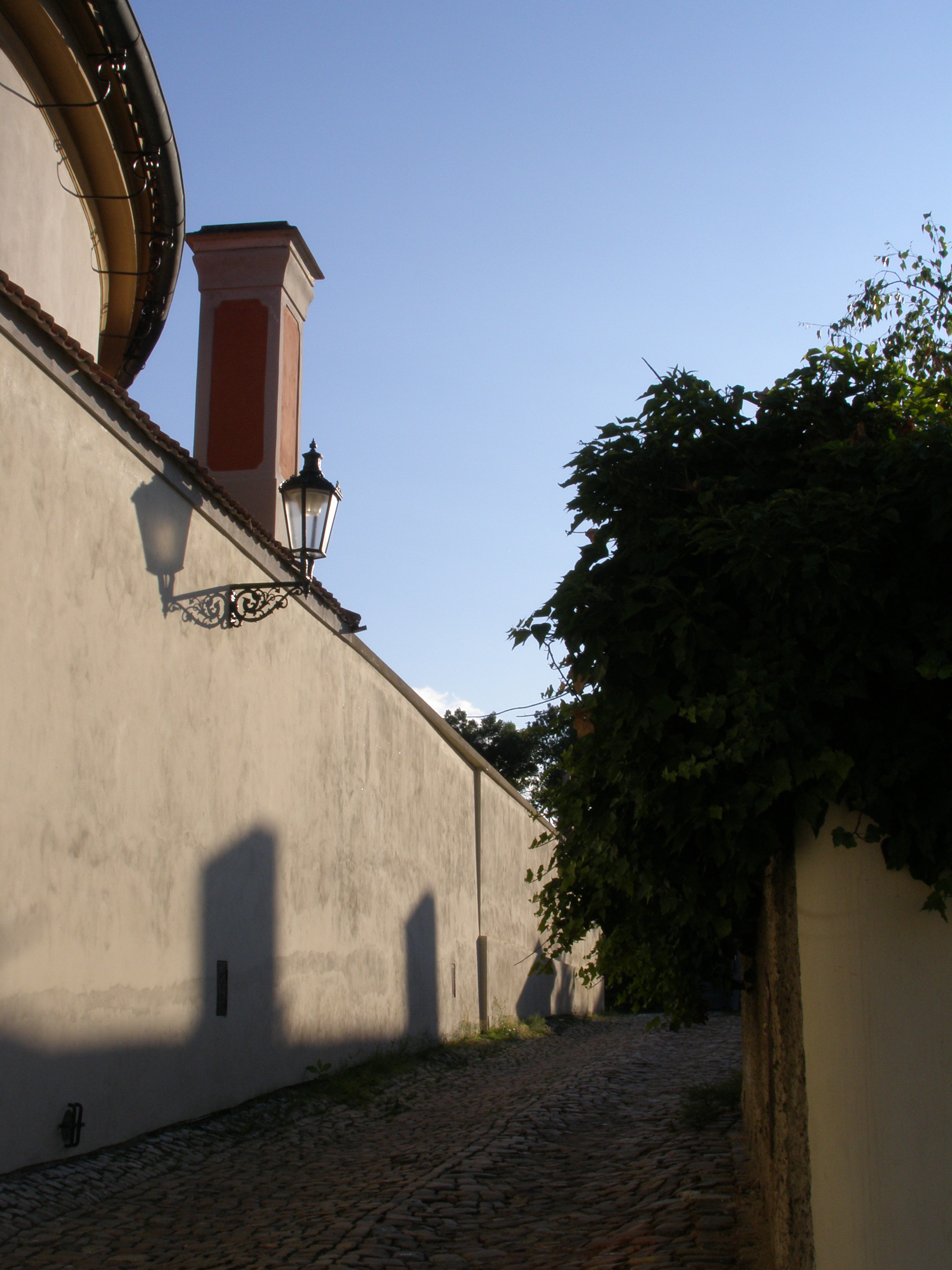
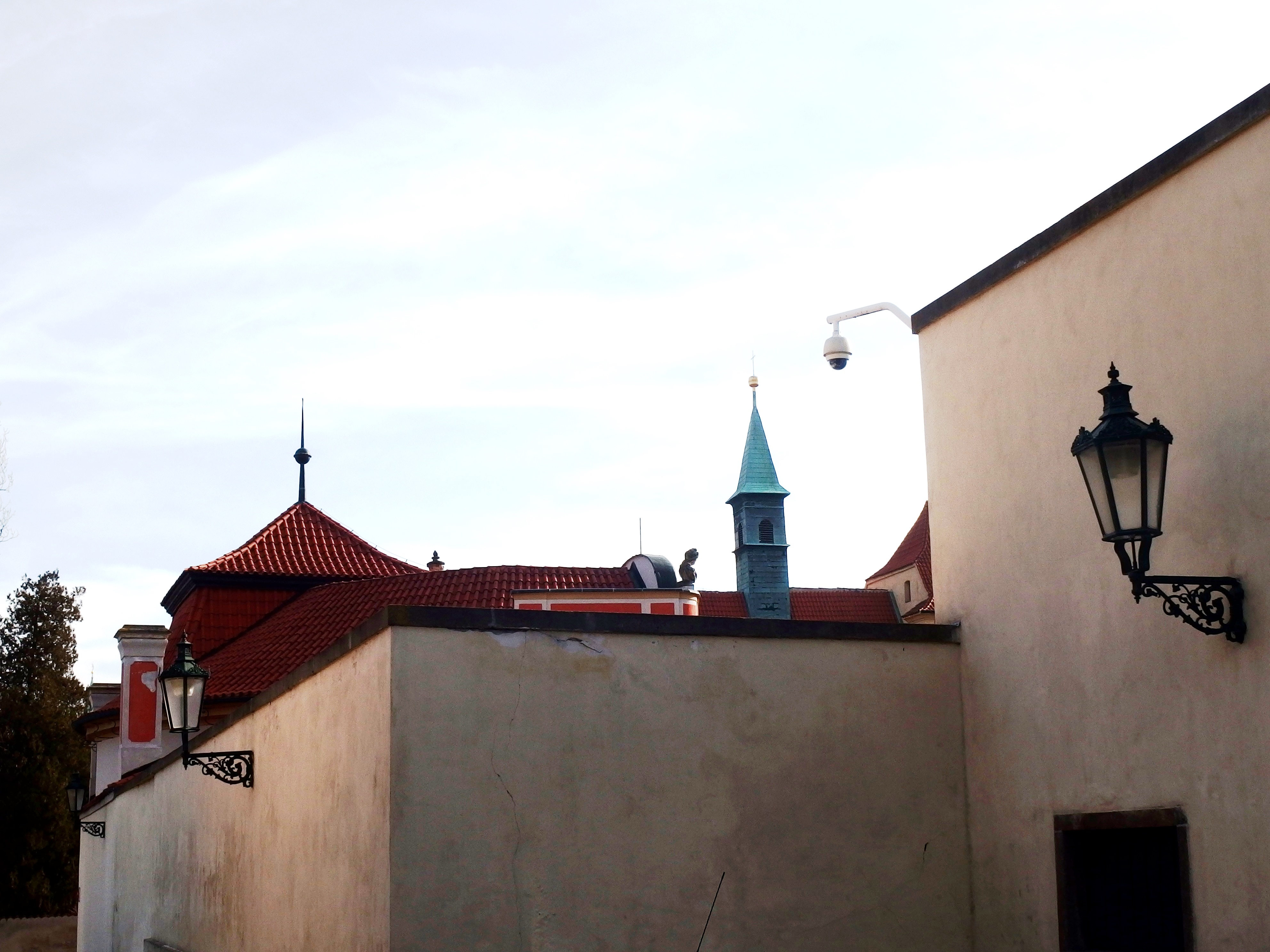